# Tác động môi trường của ngành thời trang

Ngành công nghiệp thời trang là một trong những ngành công nhiệp gây ô nhiễm trên thế giới. Việc sản xuất và phân bổ các loại cây trồng, sợi, và quần áo sử dụng trong ngành công nghiệp thời trang đều góp phần vào việc gây ô nhiễm môi trường, bao gồm nhiều dạng ô nhiễm khác nhau như ô nhiễm nước, ô nhiễm không khí, và ô nhiễm đất. Ngành công nghiệp dệt may là ngành công nghiệp gây ô nhiễm nguồn nước ngọt lớn thứ hai trên thế giới. Một số yếu tố chính góp phần vào ngành công nghiệp gây ô nhiễm này là việc sản xuất quá mữc các mặt hàng thời trang, việc sử dụng các loại sợi tổng hợp, và sự ô nhiễm nông nghiệp của các loại cây trồng được sử dụng trong ngành thời trang.

## Thời trang nhanh
Lượng quần áo mới được mua bởi người Mỹ đã tăng lên ba lần từ những năm 1960. Sự gia tăng nhanh chóng này gây ra nhu cầu tăng nguồn nguyên liệu, và tăng tốc độ của quá trình sản xuất quần áo. Một trong những tác nhân chính gây ra việc ô nhiễm của sự sản xuất nhanh là quá trình sản xuất quần áo nhanh do sự tiêu thụ nhanh chóng của người tiêu dùng. Mỗi năm trên thế giới, 80 tỷ mặt hàng quần áo được tiêu thụ. Những bộ quần áo đó góp phần gây ô nhiễm tài nguyên và ô nhiễm chất thải, vì thực tế là một ngày nào đó phần lớn những món đồ này sẽ bị vứt bỏ. Mọi người đang tiêu dùng nhiều hơn và họ muốn nó có giá rẻ hơn. Và các công ty sản xuất những mặt hàng giá rẻ này muốn quần áo càng nhanh càng tốt, điều này tạo ra một xu hướng gọi là thời trang nhanh. Thời trang nhanh là "một cách tiếp cận đối với việc thiết kế, sáng tạo và tiếp thị thời trang quần áo nhấn mạnh vào việc cung cấp các xu hướng thời trang một cách nhanh chóng và rẻ cho người tiêu dùng." Ý tưởng là sản xuất hàng loạt nhanh chóng kết hợp với lao động rẻ sẽ làm cho quần áo rẻ hơn cho những người mua, do đó cho phép các xu hướng thời trang nhanh này duy trì thành công về kinh tế. Mối quan tâm chính với thời trang nhanh là chất thải mà nó tạo ra. Theo Cơ quanCơ quan bảo vệ môi trường, chỉ riêng trong năm 2013 đã có 15,1 triệu tấn chất thải dệt may được sản xuất. Khi quần áo dệt may kết thúc ở bãi chôn lấp, các hóa chất trên quần áo, chẳng hạn như thuốc nhuộm, có thể gây hủy hoại môi trường bằng cách bị rửa trôi xuống đất. Lượng chất thải dư thừa cũng gây ra vấn đề sử dụng nhiều địa điểm chỉ để chứa chất thải và rác. Khi quần áo không bán được đốt cháy, nó sẽ giải phóng CO2 vào khí quyển. Theo báo cáo của Viện Tài nguyên Thế giới, 1,2 tỷ tấn CO2 được thải vào khí quyển mỗi năm bởi ngành thời trang nhanh. Vào năm 2019, có thông báo rằng Pháp đang nỗ lực ngăn chặn các công ty thực hiện hành vi đốt các mặt hàng thời trang không bán được này.

## Sợi tổng hợp và sợi tự nhiên
Hiện nay, số lượng quần áo được tiêu thụ không ngừng tăng lên, một vấn đề khác nảy sinh là quần áo không còn được làm từ vật liệu tự nhiên / cây trồng nữa. Quần áo trước đây chủ yếu được sản xuất bằng "sợi tự nhiên"  như len, bông hoặc lụa. Hiện nay đã có sự chuyển đổi từ sợi tự nhiên sang sợi dệt tổng hợp rẻ tiền  như polyester hoặc sợi nylon. Polyester là một trong những loại sợi phổ biến nhất được sử dụng trong thời trang hiện nay, nó được tìm thấy trong khoảng 60% hàng may mặc trong các cửa hàng bán lẻ, tức là khoảng 21,3 triệu tấn polyester. Sự phổ biến của polyester cũng tiếp tục tăng lên, khi lượng tiêu thụ quần áo polyester tăng 157% từ năm 2000 đến năm 2015.  Polyester tổng hợp được tạo ra từ phản ứng hóa học của than, dầu mỏ, không khí và nước  hai trong số đó là nhiên liệu hóa thạch. Khi than bị đốt cháy, nó tạo ra một lượng lớn chất gây ô nhiễm không khí có chứa carbon dioxide. Khi dầu mỏ được sử dụng, nó tạo ra một số chất gây ô nhiễm không khí như hạt vật chất, oxit nitơ, cacbon monoxit, hydro sulfide và lưu huỳnh dioxide. Việc tạo ra các sợi polyester gây ra ô nhiễm, cũng như việc tiêu hủy nó. Polyester là chất "không phân hủy sinh học"  có nghĩa là nó không bao giờ có thể được chuyển đổi sang trạng thái vốn có trong thế giới tự nhiên. Bởi vì tất cả thời gian và nguyên liệu cần có để tạo ra polyester không bao giờ có thể trở lại trạng thái có thể đóng góp vào bất kỳ chu trình dinh dưỡng tự nhiên nào nên polyester có thể được coi là tiêu tốn nhiều năng lượng mà không thu được lợi nhuận ròng. Khi quần áo polyester được giặt, các hạt vi nhựa sẽ rụng ra và xâm nhập vào hệ thống nước, dẫn đến ô nhiễm vi mô trong nước, bao gồm cả đại dương. Do các chất ô nhiễm vi mô có kích thước nhỏ nên cá ở vùng sông nước dễ dàng hấp thụ chúng trong chất béo trong cơ thể của chúng. Sau đó, con người sẽ tiêu thụ cá và cũng sẽ hấp thụ các chất vi nhựa polyester trong cá trong một quá trình gọi là quá trình phản ứng hóa sinh học.
Trong khi người ta tuyên bố rằng sợi tổng hợp đang có tác động tiêu cực đến môi trường, sợi tự nhiên cũng góp phần gây ô nhiễm thông qua sự ô nhiễm nông nghiệp. Sản xuất bông cần một lượng lớn thuốc trừ sâu và sử dụng nước. Bông được coi là cây trồng gây ô nhiễm nhất thế giới vì nó sử dụng 16% lượng thuốc trừ sâu trên thế giới. Hai trong số các thành phần chính trong thuốc trừ sâu là nitrat và phosphat. Khi thuốc trừ sâu rò rỉ vào các hệ thống dòng chảy xung quanh, nitrat và phosphat góp phần tạo ra hiện tượng phú dưỡng nước. Hiện tượng phú dưỡng nước là một hiện tượng môi trường làm cạn kiệt oxy khi quá tải chất dinh dưỡng từ thuốc trừ sâu gây ra sự phát triển bùng nổ và chết cây. Len được làm từ lông của cừu và cừu là động vật nhai lại và cừu tạo ra khí mêtan (một loại khí nhà kính rất mạnh). Vấn đề tương tự cũng tồn tại đối với da vì gia súc cũng là loài nhai lại. Đối với các vùng ôn đới, vải lanh (được làm từ lanh) được coi là một lựa chọn thay thế tốt hơn. Ngoài ra, cây gai dầu cũng có vẻ là một lựa chọn tốt. Dệt may làm từ rong biển cũng đang trên được tính đến. Để thay thế cho da, da đúc sinh học sẽ là một lựa chọn tốt.

## Kết Luận
Việc tiêu thụ một mặt hàng thời trang cũng góp phần đáng kể trong việc ô nhiễm môi trường. Vì vậy, hãy cân nhắc thật kỹ khi bạn có ý định tiêu thụ một mặt hàng thời trang, đặc biệt là thời trang nhanh. Hãy lựa chọn những mặt hàng thời trang bền vững làm từ nguyên liệu thân thiện với môi trường.